# Liste von Wallfahrtsorten in Tschechien
Die Liste von Wallfahrtsorten in Tschechien enthält die wichtigsten Wallfahrtsstätten, Wallfahrtsorte und Wallfahrtskirchen in den Kirchenprovinzen Böhmen und Mähren in der Tschechischen Republik.
Nach Kučera gibt es etwa 450 katholische Wallfahrtsorte. Die Wallfahrtsorte in der Diözese Leitmeritz sind in einer tschechischen Liste zusammengestellt. Wallfahrtsorte in Mähren und Schlesien, siehe unter.
Auf dem Gebiet der Tschechischen Republik hat die Wallfahrt ihre Wurzeln im frühen Mittelalter und es gibt sehr viele Wallfahrtsstätten. Eine Wallfahrt ist ein Treffen mit der Gemeinschaft der Gläubigen auf einem gemeinsamen Weg (Prozession) und führt stets zu heiligen Stätten, symbolischen Orten oder Plätzen, die mit wundersamen Ereignissen verbunden sind.
Die Gründe für die Durchführung einer Wallfahrt können sehr verschieden sein, z. B. Reue zu zeigen (mit der Bitte um Vergebung der Sünden), Bitten oder Danken für besondere Ereignisse (zum Beispiel für eine Heilung). Hier werden Wallfahrtsorte beschrieben, an denen an einem (oder mehreren) Tagen im Jahr Gründe für Wallfahrten bestehen, an denen die Kirchen oder Kapellen für liturgische Feiern geöffnet sind.
Die Tradition der Wallfahrtsorte kann sehr unterschiedlich sein:
- Orte, an denen später heiliggesprochene Personen gestorben sind oder getötet wurden, z. B. Tetin bei Beraun – Grabeskirche der Hl. Ludmilla (10. Jahrhundert) oder Stara Boleslav, dem Ort der Ermordung des Hl. Wenzel,
- Orte, an denen später heiliggesprochene Personen gewirkt haben, z. B. die Hl. Kyrill und Method der Ostkirche im mährischen Wallfahrtsort Velehrad,
- an vielen Orten wird des Hl. Johann Nepomuk gedacht, der das Beichtgeheimnis der Königin Sophie von Bayern gewahrt hat,
- als ältester Wallfahrtsort in Böhmen gilt Maria-Ratschitz (1275 vom Kloster Ossegg errichtet)
- als ältester Wallfahrtsort in Mähren gilt Brno-Tuřany
- die meisten Wallfahrtsstätten sind Marien-Wallfahrtsorte,[3] die zu den verschiedenen Marienfesten besucht werden, z. B.
  - Mariä Verkündigung (25. März)
  - Mariä Heimsuchung (2. Juli)
  - Maria Schnee (5. August)
  - Mariä Himmelfahrt (15. August)
  - Mariä Geburt (8. September)
  - Mariä Namen (12. September)
  - Sieben Schmerzen Mariens (15. September)
  - Maria Loreto oder Loretto (Haus der Gottesmutter, in dem Maria geboren wurde und gelebt haben soll)
  - Maria-Hilf oder zur Hilfreichen Jungfrau (Schützerin des Lebens)
- viele Wallfahrtskirchen sind von einer sogenannten Ambitenanlage (tschech. Ambit) umgeben, das ist ein überdachter Umgang (lat. Ambitus) – ähnlich einem Kreuzgang – der für Prozessionen benutzt wird und in dem sich mehrere Kapellen befinden (z. B. in Svatá Hora Příbram, Bohosudov oder Mariánské Radčice).[4]

Während der Josephinischen Reformen ab 1784 bis 1819 wurden viele Klöster aufgelöst und Wallfahrten verboten. Danach erfolgte ein starkes Wiederaufleben der Wallfahrten und das Festhalten an diesem Brauch bis 1945 (Vertreibung der Deutschen) bzw. 1950.
Im Rahmen der „Aktion K“ (Akce K) gegen die katholische Kirche wurden im Jahr 1950 viele Priester und Ordensschwestern verhaftet, interniert bzw. in Arbeitslager verbracht. Viele Kirchen und Klöster waren in den Jahren 1950 bis 1990 geschlossen und sind verfallen, wurden aber nach 1990 restauriert oder wieder aufgebaut. Die Wallfahrtstradition wurde an einigen Wallfahrtsorten wieder aufgenommen. In Mähren ist der Glaube der Menschen stärker ausgeprägt als in Böhmen.
Für viele Besucher sind die Klöster, Kirchen oder Kapellen auch von besonderem kunsthistorischen Wert, sie sind z. T. ein nationales Kulturdenkmal oder sogar Weltkulturerbe.

## Liste der Wallfahrtsorte
Erläuterungen
Regionen in Tschechien:
- Nordböhmen: Aussiger Region (Ústecký kraj), Reichenberger Region (Liberecký kraj)
- Mittelböhmen mit Prag: Hauptstadt Prag (Hlavní město Praha), Mittelböhmische Region (Středočeský kraj)
- Ostböhmen: Königgrätzer Region (Královéhradecký kraj), Pardubitzer Region (Pardubický kraj)
- Südböhmen: Südböhmische Region (Jihočeský kraj), Region Hochland (Kraj Vysočina)
- Westböhmen: Pilsner Region (Plzeňský kraj), Karlsbader Region (Karlovarský kraj)
- Nordmähren und Schlesien: Olmützer Region (Olomoucký kraj), Mährisch-Schlesische Region (Moravskoslezský kraj)
- Südmähren: Südmährische Region (Jihomoravský kraj), Zliner Region (Zlínský kraj), Region Hochland (Kraj Vysočina)

Bistümer:
Kirchenprovinz Böhmen
- A = Prag (Praha), seit 973, Erzbistum ab 1344
- C = Budweis (České Budějovice), seit 1785
- K = Königgrätz (Hradec Králové), seit 1664
- L = Leitmeritz (Litoměřice), seit 1655
- P = Pilsen (Plzeň), seit 1993

Kirchenprovinz Mähren (mit Schlesien)
- B = Brünn (Brno), seit 1777
- O = Olmütz (Olomouc), seit 1063, Erzbistum ab 1777
- T = Ostrau-Troppau (Ostrava-Opava), seit 1996

Die Regionen stimmen nicht immer mit den Bistümern überein.
| Bild | Ort                                                                | Ort (deutscher Name)                                                     | Wallfahrtskirche oder -kapelle | Region, Bistum, Lage, Bemerkung |
| ---- | ------------------------------------------------------------------ | ------------------------------------------------------------------------ | --- | --- |
|      | Andělíček bei Sušice (Vrch Anděla Strážce u Sušice), Okres Klatovy | Schutzengelberg bei Schüttenhofen im Böhmerwald, Kreis Klattau           | Schutzengel-Kapelle auf dem Schutzengelberg (551 m) (Kaple sv. Andělů Strážných)                                                                                      | Westböhmen, Bistum C 49° 14′ 7″ N, 13° 31′ 38″ O |
|      | Andělská Hora bei Bruntál, Okres Bruntál                           | Engelsberg bei Freudenthal, Kreis Freudenthal                            | Gnadenkapelle auf dem Annaberg (842 m) (Poutní kaple sv. Anny na Anenském vrchu)                                                                                      | Schlesien, Bistum T 50° 4′ 18″ N, 17° 22′ 42″ O Gnadenkapelle auf dem Annaberg (1767) |
|      | Andělská Hora na Karlovarsku, Okres Karlovy Vary                   | Engelsberg oder Engelhaus bei Karlsbad, Kreis Karlsbad                   | Dreifaltigkeitskirche auf dem Engelsberg (613 m) (Poutní kostel Nejsvětější Trojice v Andělské Hoře)                                                                  | Westböhmen, Bistum P 50° 12′ 2″ N, 12° 57′ 29″ O Kapelle der Heiligen Dreieinigkeit, 1696–1712 von Giovanni Battista Alliprandi erbaut |
|      | Bechyně, Okres Tábor                                               | Bechin, Kreis Tabor                                                      | Klosterkirche Mariä Himmelfahrt (Františkánský kostel Nanebevzetí Panny Marie)                                                                                        | Südböhmen, Bistum C 49° 17′ 42″ N, 14° 28′ 13″ O |
|      | Blatnice pod Svatým Antonínkem, Okres Hodonin                      | Groß Blatnitz – Svaty Antoninek im Kreis Hodonin                         | Wallfahrtskapelle des Hl. Antonius von Padua (Poutní kaple sv. Antonína Paduánského)                                                                                  | Südmähren, Bistum O 48° 57′ 35″ N, 17° 28′ 29″ O Wallfahrtskapelle des Hl. Antonius von Padua mit Kreuzweg auf dem Antonínský kopec, errichtet nach 1650 |
|      | Bludov, Okres Šumperk                                              | Blauda, Kreis Schönberg/Mähren                                           | Wallfahrtskirche Corpus Christi (Poutní kostel Božího Těla) | Nordmähren, Bistum O 49° 58′ 8″ N, 16° 55′ 10″ O Wallfahrt seit 1583 (erneuert wegen Cholera-Epidemie im Jahr 1855), jetzige Kirche von 1724, heute zu Fronleichnam |
|      | Bohosudov (Krupka), Okres Teplice                                  | Mariaschein (Graupen) bei Teplitz                                        | Basilika Schmerzen Mariens (Bazilika Panny Marie Bolestné oder Matky Boží Sedmibolestné)                                                                              | Nordböhmen, Bistum L 50° 40′ 54″ N, 13° 52′ 19″ O erste Marienwallfahrt im Jahr 1610, Bau einer Wallfahrtskirche (Jesuiten), barocker Umbau 1701–08 durch Giulio Broggio und Octavio Broggio, Kreuzgang mit 7 Kapellen und Brunnenkapelle, Basilica minor 1924 |
|      | Bozkov, Okres Semily                                               | Boskau, Kreis Semil                                                      | Kirche Mariä Heimsuchung (Kostel Navštívení Panny Marie) | Nordböhmen, Bistum L 50° 38′ 22″ N, 15° 20′ 12″ O Barockbau von 1690 bis 1693 |
|      | Břevnovský klášter (Praha)                                         | Stift Breunau (auch Erzabtei Breunau) in Prag                            | Klosterkirche St. Margareta (Bazilika svaté Markéty) | Mittelböhmen, Bistum A 50° 5′ 4″ N, 14° 21′ 25″ O Basilika St. Margareta als Barockbau (1708–1740) von Christoph Dientzenhofer und Kilian Ignaz Dientzenhofer, Basilica minor 1948 |
|      | Brno–střed                                                         | Brünn-Zentrum                                                            | Kirche Mariä Himmelfahrt (Kostel Nanebevzetí Panny Marie) | Südmähren, Bistum B 49° 11′ 31″ N, 16° 35′ 40″ O Basilika minor seit 1987 |
|      | Brno–střed                                                         | Brünn-Zentrum                                                            | Kirche St. Johannes der Täufer und St. Johannes Evangelist (Kostel sv. Jana Křtitele a Jana Evangelisty)                                                              | Südmähren, Bistum B 49° 11′ 40″ N, 16° 36′ 40″ O Barocke Klosterkirche von Maurice Grimm (1722–1733) |
|      | Brno-střed                                                         | Brünn-Zentrum                                                            | St.-Jakobs-Kirche (Brünn) (Kostel sv. Jakuba) | Südmähren, Bistum B 49° 11′ 48″ N, 16° 36′ 30″ O nationales Kulturdenkmal |
|      | Brno-Tuřany                                                        | Brünn-Turas (ältester Wallfahrtsort in Mähren)                           | Wallfahrtskirche Mariä Verkündigung (Poutní Kostel Zvěstování Panny Marie)                                                                                            | Südmähren, Bistum B 49° 8′ 50″ N, 16° 40′ 6″ O Wallfahrtsort seit dem 13. Jhdt. |
|      | Budeč u Zákolan, Okres Kladno                                      | Burg Butsch bei Zákolan, Kreis Kladno                                    | Kirche St. Peter und Paul (Rotunde) (Kostel sv. Petra a Pavla) | Mittelböhmen, Bistum A 50° 11′ 28″ N, 14° 14′ 41″ O beliebter Wallfahrtsort zu St. Peter und Paul (29. Juni) und zu St. Wenzel (28. Sept.), nationales Kulturdenkmal |
|      | Česká Kamenice, Okres Děčín                                        | Böhmisch Kamnitz, Kreis Tetschen                                         | Wallfahrtskapelle Maria Geburt (Poutní kaple Narození Panny Marie) | Nordböhmen, Bistum L 50° 48′ 8″ N, 14° 24′ 57″ O barocker Rundbau (1736–1739), vermutlich von Octavio Broggio |
|      | Česká Lípa, Okres Česká Lípa                                       | Böhmisch Leipa, Kreis Böhmisch Leipa                                     | Basilika Allerheiligen (Bazilika Všech svatých) | Nordböhmen, Bistum L 50° 41′ 9″ N, 14° 32′ 4″ O Klosterkirche des ehem. Augustinerklosters, Basilica minor 1927, nationales Kulturdenkmal |
|      | Chlum Svaté Maří bei Sokolov                                       | Maria Kulm bei Falkenau                                                  | Kirche Mariä Himmelfahrt und St. Maria Magdalena (Kostel Nanebevzetí Panny Marie a sv. Máří Magdaleny)                                                                | Westböhmen, Bistum P 50° 9′ 0″ N, 12° 32′ 10″ O barocke Wallfahrtskirche (1690–1712) von Christoph Dientzenhofer mit Gnadenbild von 1280 |
|      | Cholina bei Litovel, Okres Olomouc                                 | Köllein bei Littau, Kreis Olmütz                                         | Wallfahrtskirche Mariä Himmelfahrt (Kostel Nanebevzetí P. Marie) | Nordmähren, Bistum O 49° 39′ 32″ N, 17° 2′ 44″ O |
|      | Dobrá Voda u Českých Budějovic, Okres České Budějovice             | Gutwasser bei Budweis, Kreis Budweis                                     | Kirche Schmerzen Mariens (Kostel Panny Marie Bolestné) | Südböhmen, Bistum C 48° 58′ 1″ N, 14° 31′ 44″ O Barockbau (1733–35) von Kilian Ignaz Dientzenhofer und Wenzel Lorenz Reiner, bedeutendes Kulturdenkmal |
|      | Dobrá Voda bei Hartmanice, Okres Klatovy                           | Gutwasser bei Hartmanitz, Kreis Klattau                                  | Kirche des hl. Günther (Kaple svatého Vintíře) | Westböhmen, Bistum C 49° 8′ 57″ N, 13° 25′ 57″ O hier lebte angeblich der Hl. Günter als Einsiedler, Kirche in den 1950er Jahren gesprengt, 1992 neu erbaute Kapelle ist wieder Ziel deutsch-tschechischer Wallfahrten |
|      | Dobrá Voda u Horní Stropnice, Nove Hrady, Okres České Budějovice   | Maria Trost in Brünnl (Strobnitz bei Gratzen), Kreis Budweis             | Kirche Mariä Himmelfahrt (Kostel Nanebevzetí P. Marie) | Südböhmen, Bistum C 48° 44′ 27″ N, 14° 43′ 24″ O wundertätige Heilquelle verehrt als „Brünnl“, Wallfahrtskirche 1708–1715 erbaut |
|      | Doksany                                                            | Kloster Doxan                                                            | Klosterkirche Mariä Geburt (Kostel Narození P. Marie) | Nordböhmen, Bistum L 50° 27′ 19″ N, 14° 9′ 33″ O |
|      | Dolní Dvořiště bei Kaplice (Svatý Kámen nad Malší)                 | Unterhaid bei Kaplitz (Südböhmen)                                        | Wallfahrtskirche Maria Schnee beim Heiligen Stein (Kostel Panny Marie Sněžné, Svatý Kámen)                                                                            | Südböhmen, Bistum C 48° 39′ 17″ N, 14° 29′ 34″ O Kapelle über dem heiligen Stein (1653), Wallfahrtskirche Maria Schnee (1701), seit 1993 wieder als Wallfahrtskirche genutzt |
|      | Dolní Hedeč bei Králíky, Okres Ústí nad Orlicí                     | Niederheidisch bei Grulich, Kreis Wildenschwert                          | Muttergottesberg (760 m) mit Kapelle der Heiligen Stufen (Santa Scala) (Hora Matky Boží)                                                                              | Ostböhmen, Bistum K 50° 4′ 29″ N, 16° 46′ 55″ O Bau der Wallfahrtskirche (1696–1710) durch Tobias Johannes Becker (Bischof von Königgrätz) veranlasst, 1950–1960 Internierungslager für Priester und Ordensschwestern, seit 1990 wieder Kloster der Redemptoristen, Gnadenbild ist eine Kopie von Santa Maria Maggiore. |
|      | Dolní Kounice, Okres Brno-venkov                                   | Kanitz, Kreis Brünn-Land                                                 | Wallfahrtskapelle Hl. Antonius von Padua und Hl. Florian (Poutní kaple sv. Antonína Paduánského a sv. Floriana)                                                       | Südmähren, Bistum B 49° 4′ 24″ N, 16° 28′ 10″ O Wallfahrtskapelle seit 1653, Barockgebäude von Franz Anton Grimm (1757) mit Kreuzweg |
|      | Dolní Životice, Okres Opava                                        | Schönstein, Kreis Troppau                                                | Erlöserkirche (Kostel Božského Nejsvětějšího Spasitele) | Schlesien, Bistum T 49° 53′ 53″ N, 17° 46′ 47″ O Wallfahrtskirche, neugotisch (1908) |
|      | Dub nad Moravou, Okres Olomouc                                     | Dub an der March, bei Olmütz                                             | Wallfahrtskirche Mariä Reinigung (Mariä Lichtmess) (Poutní kostel Očišťování Panny Marie)                                                                             | Nordmähren, Bistum O 49° 29′ 0″ N, 17° 16′ 29″ O Wallfahrtskirche („Haná-Basilika“), 1734–1756 von Jiři Klíčník erbaut |
|      | Dvůr Králové nad Labem, Okres Trutnov                              | Königinhof an der Elbe, Kreis Trautenau                                  | Kirche St. Johannes der Täufer und der Jungfrau Maria (Kostel Sv. Jana Křtitele a Panny Marie)                                                                        | Ostböhmen, Bistum K 50° 26′ 2″ N, 15° 48′ 49″ O urspr. romanisch-frühgotische Kirche (Ende des 14. Jhdt.), 1893 bis 1900 erneuert |
|      | Filipov (Jiříkov), Okres Děčín                                     | Philippsdorf (Georgswalde), Kreis Tetschen                               | Wallfahrtsbasilika Maria Hilf (Poutní Bazilika Panny Marie Pomocnice křesťanů)                                                                                        | Nordböhmen, Bistum L, 50° 58′ 49″ N, 14° 35′ 51″ O 1886, Basilica minor 1926, „Marienerscheinung“ der Magdalena Kade im Jahre 1866 |
|      | Frýdek                                                             | Friedek-Mistek                                                           | Wallfahrtsbasilika Mariä Heimsuchung in Friedeck – Schlesisches Lourdes (Basilika Navštívení Panny Marie – Slezské Lurdy)                                             | Schlesien, Bistum T 49° 41′ 23″ N, 18° 20′ 48″ O 1740–1777 von Bartholomäus Wittner erbaut, Basilica minor 1999 |
|      | Fulnek, Okres Nový Jičín                                           | Fulnek, Kreis Neutitschein                                               | Dreifaltigkeitskirche (Fulnek) (Kostel Nejsvětější Trojice) | Schlesien, Bistum T 49° 42′ 43″ N, 17° 54′ 15″ O |
|      | Gruň bei Staré Hamry, Okres Frýdek-Místek                          | Althammer bei Friedek-Mistek                                             | Wallfahrtskapelle Maria Hilf (Poutní kaple P. Marie Pomocné) auf dem Gruň                                                                                             | Nordmähren, Bistum O 49° 29′ 20″ N, 18° 29′ 3″ O Wallfahrtskapelle (1887), Wallfahrt am 24. Mai |
|      | Hájek u Červeného Újezda, Okres Praha-západ                        | Rotaujest, Kreis Prag-West                                               | Kloster Waldl mit Loretokapelle (Klášter Hájek u Prahy, Kaple Panny Marie Loretánské)                                                                                 | Mittelböhmen, Bistum A 50° 4′ 10″ N, 14° 11′ 9″ O Loretto-Kapelle (1625 geweiht), eine der ältesten in Böhmen, beliebter Wallfahrtsort, 1720 entlang der Pilgerroute von Prag viele Bildstock-Kapellen errichtet, 60000 Pilger im Jahr, 1950 wurde das Kloster geschlossen (Internierungslager), seit den 90er Jahren wieder als Kloster genutzt |
|      | Hejnice, Okres Liberec                                             | Haindorf im Isergebirge, Kreis Reichenberg                               | Basilika Mariä Heimsuchung (Bazilika Navštívení Panny Marie) | Nordböhmen, Bistum L 50° 52′ 32″ N, 15° 10′ 57″ O 1311 Gnadenheilung, Wallfahrtsort seit 1352, 1558 bis 1621 evangelisch, Basilika (1722–1729) errichtet von Thomas Haffenecker, Wallfahrt zur „Mater formosa“ („Edle anmutige Mutter“), seit 1993 Begegnungszentrum |
|      | Hlavice bei Cesky Dub, Okres Liberec                               | Hlawitz bei Böhmisch Aicha, Kreis Reichenberg                            | Wallfahrtskirche des hl. Linhart (Kostel sv. Linharta) | Nordböhmen, Bistum L 50° 37′ 53″ N, 14° 55′ 30″ O barocke Wallfahrtskirche aus dem 18. Jhdt. |
|      | Hluboké Mašůvky, Okres Znojmo                                      | Tiefmaispitz, Kreis Znaim                                                | Kirche Mariä Heimsuchung (Kostel Navštívení Panny Marie) | Südmähren, Bistum B 48° 55′ 22″ N, 16° 1′ 35″ O Wallfahrtskirche („Jungfrau de Foy“) von 1680, stark besuchter Wallfahrtsort in Mähren |
|      | Hnanice im Kreis Znojmo                                            | Gnadlersdorf im Kreis Znaim                                              | Wallfahrtskirche des hl. Wolfgang | Südmähren, Bistum B 48° 47′ 50″ N, 15° 59′ 15″ O Bauwerk der Spätgotik (1487) aus älterer romanischer Kapelle mit einem Brunnen entstanden, früher zahlreiche Wallfahrten |
|      | Homole bei Borovnice u Potštejna, Okres Rychnov nad Kněžnou        | Rogendorf bei Kienwald, Kreis Reichenau an der Knieschna                 | Wallfahrtskirche Schmerzen Mariens (Kostel Panny Marie Bolestné) | Ostböhmen, Bistum K 50° 3′ 10″ N, 16° 15′ 34″ O barocke Wallfahrtskirche (1692–1696) mit 153-stufiger Freitreppe auf dem Berg Homol (366 m) |
|      | Horní Lomná bei Jablunkov, Okres Frýdek-Místek                     | Ober Lomna bei Jablunkau, Kreis Friedek-Mistek                           | Wallfahrtskirche der Kreuzerhebung (602 m) (Poutní kostel sv. Kříže)                                                                                                  | Nordmähren, Bistum O 49° 31′ 48″ N, 18° 38′ 14″ O Wallfahrtskirche der Kreuzerhebung, neogotischer Bau von 1896 |
|      | Horní Police, Okres Česká Lípa                                     | Oberpolitz, Kreis Böhmisch Leipa                                         | Wallfahrtskirche Mariä Heimsuchung (Kostel Navštívení Panny Marie) | Nordböhmen, Bistum L 50° 42′ 14″ N, 14° 24′ 4″ O |
|      | Hostýn bei Bystřice pod Hostýnem, Okres Kromeřiž                   | Hostein (bei Bistritz am Hostein) im Kreis Kremsier                      | Wallfahrtskirche Cyrill und Method auf dem Heiligen Berg Hostein (734 m) (Svaty Hostýn)                                                                               | Nordmähren, Bistum O 49° 22′ 36″ N, 17° 42′ 1″ O Basilika (St. Hostein) errichtet 1721–1748 durch Thomas Sturm, während der Josephinischen Reformen erfolgte 1784 ein Verbot der Wallfahrten auf den Hostein, Wiederaufbau der Wallfahrtskirche 1841, Basilica minor 1982 |
|      | Hrabyně bei Ostrava                                                | Hrabin bei Ostrau                                                        | Wallfahrtskirche Mariä Himmelfahrt (Poutní kostel Nanebevzetí P. Marie)                                                                                               | Nordmähren, Bistum O 49° 52′ 54″ N, 18° 3′ 16″ O Wallfahrtskirche 1723 bis 1731 errichtet |
|      | Hrádek (Ctiboř) bei Vlašim, Okres Benešov                          | Hradek bei Wlaschim, Kreis Beneschau                                     | Wallfahrtskirche St. Matthäus (Kostel sv. Matouše) | Mittelböhmen, Bistum A 49° 44′ 19″ N, 14° 55′ 1″ O Wallfahrtsort im 17. Jhdt. |
|      | Hrad Hukvaldy, Okres Frýdek-Místek                                 | Hochwald, Kreis Friedek-Mistek                                           | Burgkapelle hl. Andreas (Hradní kaple sv. Ondřeje) | Nordmähren, Bistum O 49° 37′ 16″ N, 18° 13′ 38″ O |
|      | Ivančice, Okres Brno-venkov                                        | Eibenschütz, Kreis Brünn-Land                                            | Wallfahrtskapelle St. Jakobus (Poutní kaple sv. Jakuba) | Südmähren, Bistum B 49° 6′ 11″ N, 16° 23′ 47″ O |
|      | Jablonné v Podještědí, Okres Liberec                               | Deutsch-Gabel, Kreis Reichenberg                                         | Basilika St. Laurentius und St. Zdislava (Bazilika svatého Vavřince a sv. Zdislavy)                                                                                   | Nordböhmen, Bistum L 50° 45′ 55″ N, 14° 45′ 44″ O Klosterkirche St. Laurentius (1699–1722) nach Entwurf von Johann Lucas von Hildebrandt nach dem Vorbild der Wiener Peterskirche durch den Bauherrn Franz Berka von Dubá errichtet, in einer Gruft die Gebeine der Hl. Zdislava, Basilica minor 1996, nationales Kulturdenkmal |
|      | Jaroměřice nad Rokytnou, Okres Třebíč                              | Jarmeritz, Kreis Trebitsch                                               | Wallfahrtskirche St. Margaretha (Kostel sv Marketa) | Südmähren, Bistum B 49° 5′ 37″ N, 15° 53′ 29″ O alte Kirche 1631 zerstört, neue Kirche (1681), wahrscheinlich von Johann Lucas von Hildebrandt |
|      | Jednov, Okres Prostějov                                            | Ainsersdorf, Kreis Proßnitz                                              | Wallfahrtskirche Mariä Heimsuchung (Poutní kostel Navštívení P. Marie)                                                                                                | Nordmähren, Bistum O 49° 32′ 44″ N, 16° 52′ 44″ O |
|      | Jesenec, Okres Prostějov                                           | Jesenec, Kreis Proßnitz                                                  | Wallfahrtskirche hl. Liborius (Poutní kostel sv. Libora) | Nordmähren, Bistum O 49° 36′ 37″ N, 16° 51′ 48″ O Barockkirche (1677–1723) Architekt Johann Blasius Santini |
| Bild | Kácov, Okres Kutná Hora                                            | Kacow, Kreis Kuttenberg                                                  | Kostel Panny Marie | Ostböhmen, Bistum K 49° 46′ 39″ N, 15° 1′ 39″ O |
|      | Kadaň, Okres Chomutov                                              | Kaaden, Kreis Komotau                                                    | Wallfahrtskirche Mariä Verkündigung und der Vierzehn Nothelfer im ehem. Franziskanerkloster Kadaň (Poutní kostel Zvěstování Panny Marie a Čtrnácti svatých pomocníků) | Nordböhmen, Bistum L 50° 22′ 44″ N, 13° 15′ 30″ O nationales Kulturdenkmal |
|      | Kájov bei Český Krumlov                                            | Maria Gojau bei Böhmisch-Krumau                                          | Wallfahrtskirche Mariä Himmelfahrt (Kostel Nanebevzetí Panny Marie)                                                                                                   | Südböhmen, Bistum C 48° 48′ 32″ N, 14° 15′ 32″ O nationales Kulturdenkmal |
|      | Hvězda (Kaple) u Broumova bei Police nad Metují, Okres Náchod      | Kapelle Stern bei Braunau (bei Politz an der Mettau), Kreis Nachod       | Wallfahrtskapelle Maria Schnee (Kaple P. Marie Sněžné) | Ostböhmen, Bistum K 50° 34′ 2″ N, 16° 16′ 1″ O |
|      | Kladruby u Stříbra, Okres Tachov                                   | Kladrau bei Mies, Kreis Tachau                                           | Wallfahrtskirche Mariä Himmelfahrt im Kloster Kladruby (Klášterní kostel Nanebevzetí Panny Marie, sv. Wolfganga a sv. Benedikta)                                      | Westböhmen, Bistum P 49° 42′ 44″ N, 12° 59′ 44″ O nationales Kulturdenkmal |
|      | Klatovy                                                            | Klatau                                                                   | Wallfahrtskirche Mariä Geburt (Kostel Narození Panny Marie) | Westböhmen, Bistum P 49° 23′ 45″ N, 13° 17′ 44″ O |
|      | Klokoty u Tabora, Klášter Klokoty, Okres Tábor                     | Kloster Klokoty bei Tabor, Kreis Tabor                                   | Wallfahrtsort und Kloster Klokoty - Marienkirche (Poutnický kostel Nanebevzetí Panny Marie)                                                                           | Südböhmen, Bistum C 49° 24′ 52″ N, 14° 38′ 43″ O |
|      | Koclířov u Svitav, Okres Svitavy                                   | Ketzelsdorf bei Zwittau                                                  | Jakobskirche (Kostel sv.Jakuba Staršího und sv. Filomeny - Panna Maria Fatimská)                                                                                      | Ostböhmen, Bistum K 49° 46′ 1″ N, 16° 32′ 29″ O |
|      | Kostelní Vydří bei Dačice, Okres Jindřichův Hradec                 | Kirchwiedern bei Datschitz im Kreis Neuhaus (Südböhmen)                  | Wallfahrtskirche „Unserer Lieben Frau vom Berge Karmel“ | Südböhmen, Bistum B 49° 6′ 11″ N, 15° 25′ 9″ O Barocke Wallfahrtskirche (1787–1789) im Karmeliterkloster auf einem Hügel oberhalb des Dorfes |
|      | Kostníky bei Jemnice, Okres Třebíč                                 | Gößling bei Jamnitz, Kreis Trebitsch                                     | Wallfahrtskapelle Mariä Geburt (Poutní kostelík Narození Panny Marie v Hájku)                                                                                         | Südmähren, Bistum B 48° 58′ 24″ N, 15° 38′ 6″ O |
|      | Kostomlaty pod Milešovkou, Okres Teplice                           | Kostenblatt, Kreis Teplitz                                               | ehemaliger Wallfahrtsort, Marienkapelle an der wundertätigen Quelle in Kostenblatt, geweiht 1825 (Gnadenbild Mariahilf)                                               | Nordböhmen, Bistum L 50° 33′ 31″ N, 13° 52′ 39″ O |
|      | Krahulčí bei Telč, Okres Jihlava                                   | Krahultschi bei Teltsch, Kreis Iglau                                     | Wallfahrtskirche Hl. Nepomuk (Kostel svatého Jana Nepomuckého) | Südmähren, Bistum B 49° 10′ 56″ N, 15° 25′ 51″ O |
|      | Krasonice, Okres Jihlava                                           | Krassonitz, Kreis Iglau                                                  | Wallfahrtskirche Maria am Humberg (Poutní kostel Panny Marie Humberské)                                                                                               | Südmähren, Bistum B 49° 7′ 4″ N, 15° 37′ 30″ O |
|      | Křemešník bei Pelhřimov bei Nový Rychnov, Okres Pelhřimov          | Berg Kremeschnik bei Neureichenau, Kreis Pilgrams                        | Dreifaltigkeitskirche (Poutní kostel Nejsvětější Trojice) | Südböhmen, Bistum C 49° 24′ 14″ N, 15° 19′ 29″ O |
|      | Křešice bei Litoměřice                                             | Kreschitz bei Leitmeritz an der Elbe                                     | Wallfahrtskirche Mariä Heimsuchung am heiligen Brunnen (1725) (Kostel Navštívení P. Marie)                                                                            | Nordböhmen, Bistum L 50° 31′ 18″ N, 14° 13′ 17″ O |
|      | Křižanov na Moravě, Okres Žďár nad Sázavou                         | Krischanau, Kreis Saar                                                   | Wenzelskirche (Kostel sv. Václava) | Südmähren, Bistum B 49° 23′ 20″ N, 16° 6′ 38″ O Barockbau entstand 1678 durch den Umbau der gotischen Kirche St. Marien (1230–1240) |
|      | Křížová hora bei Jiřetín pod Jedlovou, Okres Děčín                 | Kreuzberg bei Sankt Georgenthal im Lausitzer Gebirge, Kreis Tetschen     | Kalvarienberg (563 m) mit Heiligkreuzkapelle und Grabkapelle | Nordböhmen, Bistum L 50° 52′ 12″ N, 14° 34′ 11″ O |
|      | Krnov, Cvilín u Krnova, Okres Bruntál                              | Jägerndorf, Kreis Freudenthal                                            | Wallfahrtskirche Schmerzen Mariens auf dem Burgberg (Cvilin) (Kostel Panny Marie Sedmibolestné a Povýšení svatého Kříže na Cvilíně)                                   | Schlesien, Bistum T 50° 4′ 48″ N, 17° 43′ 17″ O |
|      | Křtiny bei Brno                                                    | Kiritein bei Brünn                                                       | Wallfahrtskirche Křtiny zum hl. Namen Mariä (Poutní kostel Jména Panny Marie)                                                                                         | Südmähren, Bistum B 49° 17′ 48″ N, 16° 44′ 33″ O nationales Kulturdenkmal |
|      | Květnov, Okres Chomutov                                            | Quinau (Platten) im tschechischen Erzgebirge im Kreis Komotau            | Wallfahrtskirche Mariä Heimsuchung (Kostel Navštívení P. Marie) | Nordböhmen, Bistum L 50° 31′ 13″ N, 13° 22′ 31″ O Wallfahrt zur „Muttergottes von Quinau“ seit 1342 |
|      | Květov (Sv. Jan), Okres Písek                                      | St. Johann bei Kwietow, Kreis Pisek                                      | Wallfahrtskirche des hl. Johannes des Täufers und der Jungfrau Maria (Poutní Kostel sv. Jana Křtitele a Panny Marie)                                                  | Südböhmen, Bistum C 49° 26′ 19″ N, 14° 16′ 39″ O Wallfahrt seit 1567 |
|      | Lechovice, Okres Znojmo                                            | Lechwitz, Kreis Znaim                                                    | Wallfahrtskirche Mariä Heimsuchung (Poutní kostel Navštívení Panny Marie)                                                                                             | Südmähren, Bistum B 48° 52′ 37″ N, 16° 14′ 5″ O |
|      | Levý Hradec bei Žalov, Okres Praha-západ                           | Burg Levy Hradec bei Schalow (nördlich von Prag), Kreis Prag-West        | Kirche Hl. Clemens - älteste Kirche Böhmens (Kostel sv. Klimenta) | Mittelböhmen, Bistum A 50° 10′ 10″ N, 14° 22′ 27″ O |
|      | Liběšice u Žatce, Okres Louny                                      | Liebeschitz bei Saaz, Kreis Laun                                         | Pfarrkirche St. Martin und Wallfahrtskapelle Mariä Heimsuchung | Nordböhmen, Bistum L 50° 17′ 35″ N, 13° 37′ 19″ O |
|      | Lomec (oder Lomeček) bei Vodňan, Okres Strakonice                  | Lometz bei Wodnian, Kreis Strakonitz                                     | Wallfahrtskirche zum hl. Namen Mariä (Kostel Jména Panny Marie) | Südböhmen, Bistum C 49° 5′ 44″ N, 14° 11′ 15″ O |
|      | Lomnice nad Popelkou, Okres Semily                                 | Lomnitz an der Popelka, Kreis Semil                                      | Kirche der Verklärung auf dem Berg Tabor (678 m) (Poutní kostel Proměnění Páně na hoře Tábor)                                                                         | Nordböhmen, Bistum L 50° 30′ 33″ N, 15° 22′ 3″ O Kirche (1527) und Kalvarienberg auf dem Berg Tabor im Böhmischen Paradies |
|      | Luže bei Vysoké Mýto, Okres Ústí nad Orlicí                        | Lusche bei Hohenmauth, Kreis Wildenschwert                               | Wallfahrtskirche Jungfrau Maria und der Vierzehn Nothelfer (Poutní kostel P. Marie Pomocnice křesťanů)                                                                | Ostböhmen, Bistum K 49° 53′ 26″ N, 16° 1′ 47″ O Kirche der Jungfrau Maria (1690–1696), erbaut von Giovanni Battista Alliprandi nach Plänen von Paul Ignaz Bayer, Kapelle der Vierzehn Nothelfer (1720), vermutlich nach Plänen von Giovanni Battista Alliprandi errichtet |
|      | Maková hora u Smolotel, Okres Příbram                              | Makova hora bei Smolotel, Kreis Pribram                                  | Kirche St. Johannes der Täufer und Maria Karmel (Kostel sv. Jana Křtitele a Panny Marie Karmelské)                                                                    | Mittelböhmen, Bistum C 49° 37′ 0″ N, 14° 8′ 54″ O Barocke Wallfahrtskirche (1722) von Carlo Antonio Canevalle (1680–1740) |
|      | Malé Svatoňovice bei Trutnov                                       | Klein Schwadowitz bei Trautenau                                          | Wallfahrtskirche der Sieben Freuden der Jungfrau Maria (Kostel Panny Marie Sedmiradostné)                                                                             | Ostböhmen, Bistum K 50° 32′ 4″ N, 16° 3′ 2″ O Barocke Wallfahrtskirche (1731) |
|      | Malenovice bei Frýdek-Místek                                       | Malenowitz (Borová), Kreis Friedek-Mistek                                | Kirche des hl. Ignatius von Loyola (Poutní kostel sv. Ignáce z Loyoly)                                                                                                | Nordmähren, Bistum O 49° 34′ 56″ N, 18° 23′ 46″ O 1677 |
|      | Mariánská Týnice bei Kralovice, Okres Plzeň-sever                  | Maria Teinitz bei Kralovice, Kreis Pilsen-Nord                           | Propstei und Wallfahrtskirche Maria Teinitz (Poutní kostel Zvěstování Páně)                                                                                           | Westböhmen, Bistum P 49° 59′ 7″ N, 13° 27′ 46″ O |
|      | Mariánská u Jáchymova, Okres Karlovy Vary                          | Kloster Mariasorg, OT von Sankt Joachimsthal, Kreis Karlsbad             | ehemaliger Marienwallfahrtsort, das Gnadenbild jetzt in der Stadtpfarrkirche von Sankt Joachimsthal                                                                   | Westböhmen, Bistum P 50° 21′ 24″ N, 12° 53′ 6″ O |
|      | Mariánské Radčice, Okres Most                                      | Maria Ratschitz, Kreis Brüx                                              | Wallfahrtskirche Schmerzen Mariä (Panny Marie Bolestné) | Nordböhmen, Bistum L 50° 34′ 25″ N, 13° 39′ 50″ O Ältester Wallfahrtsort Böhmens, seit 1275 |
|      | Mělník-Chloumek                                                    | Melnik, Stadtteil Chloumek                                               | Dreifaltigkeitskirche (Kostel Nejsvětější Trojice) | Mittelböhmen, Bistum L 50° 22′ 24″ N, 14° 30′ 27″ O |
|      | Mikulov, Svatý Kopeček u Mikulova                                  | Heiliger Berg bei Nikolsburg                                             | Wallfahrtskapelle St. Sebastian (Kaple sv Šebestiána) | Südmähren, Bistum B 48° 48′ 23″ N, 16° 38′ 46″ O Kirche 1679 geweiht, neue Kirche von 1865, mit Glockenturm, Kapellen der Schmerzhaften Muttergottes, der Hl. Barbara, der Hl. Rosalia, Kreuzwegstationen und einem Heiligen Grab |
|      | Moravský Krumlov, Okres Znojmo                                     | Mährisch Kromau, Kreis Znaim                                             | Kapelle des hl. Florian (Kaple svatého Floriána) | Südmähren, Bistum B 49° 2′ 52″ N, 16° 19′ 13″ O erbaut 1623, Hochaltarbild von Johann Georg Gutwein (1702) |
|      | Mutná-Cizkrajov bei Dačice im Kreis Jindřichův Hradec              | Mutten (Sitzgras) bei Datschitz im Kreis Neuhaus (Südböhmen)             | Wallfahrtskirche Unserer Lieben Frau von Montserrat (548 m) (Kostel P. Marie Bolestné - Montserrat)                                                                   | Südböhmen, Bistum B 49° 1′ 5″ N, 15° 23′ 30″ O Kapelle (1651), Wallfahrtskirche Montserrat (1712), Neubau von 1865 |
|      | Nepomuk, Okres Plzeň-jih                                           | Pomuk bei Pilsen, Kreis Pilsen-Süd                                       | Nepomuk-Kirche (Poutní kostel sv. Jana Nepomuckého) | Westböhmen, Bistum C 49° 29′ 7″ N, 13° 34′ 51″ O Barocke Kirche (1736) von Kilian Ignaz Dientzenhofer an der Stelle des Geburtshauses von Johann von Pomuk |
|      | Neratov v Orlických horách, Okres Rychnov nad Kněžnou              | Bärnwald bei Batzdorf im Adlergebirge, Kreis Reichenau an der Knieschna  | Kirche Mariä Himmelfahrt (Kostel Nanebevzetí Panny Marie) | Ostböhmen, Bistum K 50° 12′ 54″ N, 16° 33′ 2″ O |
|      | Netín, Okres Velké Meziříčí                                        | Nettin bei Großmeseritsch                                                | Kirche Mariä Himmelfahrt (Kostel Nanebevzetí Panny Marie) | Ostböhmen, Bistum B 49° 24′ 53″ N, 15° 57′ 4″ O Barocke Pfarrkirche von 1740 (ursprünglich spätgotischer Bau aus dem 13. Jhdt.), wahrscheinlich von Johann Blasius Santini-Aichl |
|      | Nová Paka, Okres Jičín                                             | Neupaka, Kreis Jitschin                                                  | Klosterkirche Mariä Heimsuchung (Klášterní kostel Nanebevzetí P. Marie)                                                                                               | Ostböhmen, Bistum K 50° 29′ 52″ N, 15° 30′ 57″ O |
|      | Nová Bystřice-Klášter I, Okres Jindřichův Hradec                   | Kloster, Ortsteil von Neubistritz, Kreis Neuhaus (Südböhmen)             | Dreifaltigkeitskirche (Kloster) (Poutní kostel Nejsvětější Trojice)                                                                                                   | Südböhmen, Bistum C 49° 1′ 23″ N, 15° 9′ 30″ O ehem. Paulaner-Klosterkirche (1501) am Klosterteich, jetzt Wallfahrtskirche und Pfarrkirche (1668–1682), unter der Gruft entspringen drei heilsame Quellen |
|      | Nový Jičín                                                         | Neutitschein                                                             | Kirche Schmerzen Mariens oder Spanische Kapelle (Kaple Bolestné P. Marie – Španělská kaple)                                                                           | Nordmähren, Bistum O 49° 35′ 17″ N, 18° 0′ 26″ O Barocke „Spanische Kapelle“ / Wallfahrtskapelle seit 1621, 1841 neu geweiht, entstanden über den Gräbern spanischer Soldaten im Dreißigjährigen Krieg |
|      | Olomouc                                                            | Olmütz                                                                   | Wallfahrtskapelle des hl. Johann Sarkandra (Poutní kaple sv. Jana Sarkandra)                                                                                          | Nordmähren, Bistum O 49° 35′ 40″ N, 17° 15′ 16″ O neue barocke Kapelle (1721–1724), seit 1860 Sarkander-Kapelle, Umbau 1909–1912 von Eduard Sochor, 1993 Heiligsprechung des Johannes Sarkander, Rekonstruktion der Kapelle 1995 |
|      | Olomouc, Svatý Kopeček bei Olomouc                                 | Heiligenberg bei Olmütz                                                  | Basilika Mariä Heimsuchung | Nordmähren, Bistum O 49° 37′ 46″ N, 17° 20′ 19″ O Basilika, erbaut 1669–1679 nach Plänen von Giovanni Pietro Tencalla mit reicher künstlerischer Ausstattung durch Josef Winterhalder, Baldassare Fontana, Johann Spillenberger, Johann Christoph Handke und Paul Troger, seit 1990 sind wieder Prämonstratenser auf dem Hl. Berg, Basilica minor 1995 |
|      | Opava                                                              | Troppau                                                                  | Kirche des hl. Adalbert (Kostel sv. Vojtěcha) | Schlesien, Bistum T 49° 56′ 21″ N, 17° 54′ 23″ O Barocke Kirche (1675–1681) anstelle einer gotischen Kirche, Umbau (1711–1723) als Jesuitenkirche |
|      | Osek, Okres Teplice                                                | Kloster Ossegg, Kreis Teplitz                                            | Klosterkirche Mariä Himmelfahrt (Klášterní kostel Nanebevzetí Panny Marie)                                                                                            | Nordböhmen, Bistum L 50° 37′ 15″ N, 13° 41′ 38″ O Barocke Klosterkirche (1712–18) von Octavio Broggio, nationales Kulturdenkmal |
|      | Ostré (Kalvárie) bei Úštěk, Okres Litoměřice                       | Neuland bei Auscha, Kreis Leitmeritz                                     | Neuländer Kapellenberg bei Auscha (Kalvarienberg mit Kreuzweg) | Nordböhmen, Bistum L 50° 35′ 16″ N, 14° 22′ 21″ O Zwei barocke Kapellen oberhalb einer steinernen Freitreppe, erbaut 1703–1707 durch Octavio Broggio, letzte Restaurierung im Jahre 1928, Plünderung und Zerstörung in den 1950er Jahren, früher fand zum Kreuzfindungsfest (3. Mai) eine Wallfahrt statt |
|      | Osvětimany bei Staré Město, Okres Uherské Hradiště                 | Oswietiman bei Altstadt, Kreis Ungarisch Hradisch                        | Wallfahrtskapelle des hl. Clemens (Hradisko svatého Klimenta, kaple sv. Klimenta)                                                                                     | Südmähren, Bistum O 49° 5′ 8″ N, 17° 13′ 4″ O nationales Kulturdenkmal |
|      | Petrovice u Rakovníka, Okres Rakovník                              | Petrowitz, Kreis Rakonitz                                                | Kirche Mariä Heimsuchung (Kostel Navštívení P. Marie) | Mittelböhmen, Bistum A 50° 3′ 37″ N, 13° 38′ 25″ O Wallfahrtskirche (1715), erbaut durch Graf Waldstein (Graf Johann Josef von Wallenstein) bei einem Brunnen (Legende der Vision von drei einheimischen Mädchen von der Jungfrau Maria aus dem 17. Jhdt.). |
|      | Píšť bei Hlučín, Okres Opava                                       | Pischt bei Hultschin, Kreis Troppau                                      | St. Laurentius-Kirche (Kostel sv. Vavřince) | Schlesien, Bistum T 49° 58′ 42″ N, 18° 11′ 41″ O Wallfahrtskirche (1743) im Hultschiner Ländchen, 2001 Krönung des Marienbildes „Mutter Gottes von Tschenstochau“ |
|      | Planá u Mariánských Lázní, Okres Tachov                            | Plan bei Marienbad, Kreis Tachau                                         | Wallfahrtskirche St. Anna (Planá) | Westböhmen, Bistum P 49° 52′ 49″ N, 12° 43′ 20″ O |
|      | Plandry, Okres Jihlava                                             | Preitenhof, Kreis Iglau                                                  | Wallfahrtskapelle des Hl. Johannes von Nepomuk (Poutní kaple sv. Jana Nepomuckého)                                                                                    | Südmähren, Bistum B 49° 25′ 19″ N, 15° 32′ 28″ O |
|      | Plánice-Nícov, Okres Klatovy                                       | Nitzau bei Planitz, Kreis Klattau                                        | Wallfahrtskirche Maria Geburt (Kostel Narození Panny Marie) | Westböhmen, Bistum P 49° 22′ 58″ N, 13° 30′ 2″ O Wallfahrtskirche Maria Geburt (1717–1726) nach Plänen von Kilian Ignaz Dientzenhofer |
|      | Plasy, Okres Plzeň                                                 | Kloster Plaß, Kreis Pilsen-Nord                                          | Klosterkirche | Westböhmen, Bistum P 49° 56′ 8″ N, 13° 23′ 26″ O nationales Kulturdenkmal |
|      | Popice, Okres Znojmo                                               | Poppitz, Kreis Znaim                                                     | Wallfahrtskapelle Schmerzen Mariens (Poutní kaple Panny Marie Bolestné)                                                                                               | Südmähren, Bistum B 48° 58′ 24″ N, 15° 38′ 6″ O |
|      | Praha-Bílá Hora                                                    | Weißer Berg (Prag)                                                       | Wallfahrtskirche Maria vom Siege (Kostel Panny Marie Vítězné) | Mittelböhmen, Bistum A 50° 4′ 34″ N, 14° 19′ 19″ O Kirche „Maria vom Siege am Weißen Berg“ ist ein Wallfahrtsort nahe dem Schlachtfeld von 1620, Kapelle des Hl. Wenzel (1622–24) zur Aufbewahrung der Gebeine von Gefallenen, Umbau zur Wallfahrtskirche (1708–1730) durch Christian Luna |
|      | Praha-Hradčany                                                     | Hradschin (Prag)                                                         | Wallfahrts-Loretokapelle (Poutní loretánská kaple P. Marie – Pražská Loreta)                                                                                          | Mittelböhmen, Bistum A 50° 5′ 22″ N, 14° 23′ 31″ O „Casa Santa“ (1626–1631) von Giovanni Batista Orsi, Bau des Gebäudekomplexes mit Kirche, Glockenturm mit Glockenspiel (1694) und Seitenflügeln (Prager Loreto-Heiligtum) erfolgte bis 1721 (1750) durch Kilian Ignaz Dientzenhofer |
|      | Praha-Malá Straná                                                  | Kleinseite (Prag)                                                        | Kirche Maria vom Siege (Kostel Panny Marie Vítězné a svatého Antonína Paduánského – Pražské Jezulátko)                                                                | Mittelböhmen, Bistum A 50° 5′ 8″ N, 14° 24′ 13″ O Urspr. protestantische Kirche der Heiligen Dreifaltigkeit (1613), nach der Schlacht am Weißen Berg begann die Rekatholisierung, das Gnadenbild erhielt den Namen „Maria vom Siege“, seit 1624 Karmeliterkirche, durch die Josephinischen Reformen 1784 aufgegeben, erst 1993 Kloster und Kirche wieder an italienische Karmeliten übergeben, jährlich etwa eine Million Pilger |
|      | Praha-Nové Město                                                   | Neustadt (Prag)                                                          | Emmauskloster (Benediktinský klášter Emauzy) | Mittelböhmen, Bistum A 50° 4′ 20″ N, 14° 25′ 3″ O Utraquisten-Kloster (Calixtiner) von 1419 bis 1589 (von Hussiten nicht zerstört), ab 1593 Benediktiner-Kloster, 1941 von den Nationalsozialisten und 1950 von den Kommunisten aufgelöst, seit 1990 wieder Benediktinerkloster |
|      | Praha-Staré Město                                                  | Altstadt (Prag)                                                          | Basilika St. Jakob der Ältere, (Kostel svatého Jakuba Většího) | Mittelböhmen, Bistum A 50° 5′ 18″ N, 14° 25′ 30″ O Basilica minor 1974 |
|      | Praha-Strahov, Klášter Strahov                                     | Kloster Strahov (Strachow) (Prag)                                        | Klosterkirche Mariä Himmelfahrt (Kostel Nanebevzeti Panny Marie) | Mittelböhmen, Bistum A 50° 5′ 11″ N, 14° 23′ 21″ O nationales Kulturdenkmal |
|      | Praha-Vyšehrad                                                     | Wyschehrad (Prag)                                                        | Basilika St. Peter und Paul (Bazilika sv. Petra a Pavla) | Mittelböhmen, Bistum A 50° 3′ 52″ N, 14° 25′ 3″ O Basilica minor 2003 |
|      | Předklášteří bei Brno                                              | Vorkloster bei Brünn, Kloster Porta Coeli                                | Kloster Porta Coeli, Kirche Mariä Himmelfahrt (Kostel Nanebevzetí P. Marie)                                                                                           | Südmähren, Bistum B 49° 21′ 11″ N, 16° 24′ 3″ O nationales Kulturdenkmal |
| Bild | Příbor, Okres Nový Jičín                                           | Freiberg in Mähren, Kreis Neutitschein                                   | Wallfahrtskirche des hl.Valentin (Poutní kostel sv. Valentina) | Nordmähren, Bistum O 49° 38′ 27″ N, 18° 8′ 25″ O |
|      | Příbram - Svatá Hora                                               | Heiliger Berg bei Pibrans                                                | Wallfahrtsareal und Kloster Heiliger Berg (Poutní Areal Svatá Hora)                                                                                                   | Mittelböhmen, Bistum A 49° 41′ 6″ N, 14° 1′ 3″ O seit 1348, Krönungswallfahrt am dritten Sonntag nach Pfingsten, und der auf Mariä Himmelfahrt folgende Sonntag, einzigartige Wallfahrtsanlage mit Außen- und Innenhöfen und gedecktem Treppengang von der Stadt Pribram zum Wallfahrtsareal, Basilica minor 1905, nationales Kulturdenkmal |
|      | Přibyslavice, Okres Třebíč                                         | Przibislawitz, Kreis Trebitsch                                           | Kirche Mariä Geburt (Kostel Narození Panny Marie) | Südmähren, Bistum B 49° 15′ 40″ N, 15° 46′ 42″ O Umbau der Kapelle in eine Wallfahrtskirche (1724–1768) durch die Grafen von Collalto, jetzt Pfarrkirche Mariä Geburt neben der alten Kirche St. Anna |
|      | Provodov-Malenisko (Luhačovice), Okres Zlín                        | Malenisko bei Prowodow bei Bad Luhatschowitz, Kreis Zlin                 | Wallfahrtskirche Maria Schnee (1750) (Kostel Panny Marie Sněžné) | Südmähren, Bistum O 49° 9′ 1″ N, 17° 44′ 52″ O |
|      | Radhošť bei Frenštát pod Radhoštěm, Okres Nový Jičín               | Radhoscht bei Frankstadt unter dem Radhoscht, Kreis Neutitschein         | Wallfahrtskapelle Hl. Kyrill und Method (Poutní kaple sv. Cyrila a Metoděje)                                                                                          | Nordmähren, Bistum O 49° 29′ 31″ N, 18° 13′ 22″ O |
|      | Rajhrad, Okres Brno-venkov                                         | Groß Raigern Abtei Rajhrad, Kreis Brünn-Land                             | Klosterkirche Peter und Paul (Klášterní kostel sv. Petra a Pavla) | Südmähren, Bistum B 49° 5′ 21″ N, 16° 36′ 55″ O |
|      | Rajnochovice, Okres Kroměříž                                       | Rainochowitz, Kreis Kremsier                                             | Pfarrkirche Maria Wiegenfest und St. Anna (Kostel Narození P. Marie a sv. Anny, tzv. Valašská Katedrála)                                                              | Südmähren, Bistum O 49° 24′ 42″ N, 17° 49′ 19″ O |
|      | Římov, Okres České Budějovice                                      | Rimau bei Budweis                                                        | Heiliggeistkirche mit Loreto-Kapelle (Kostel Svatého Ducha, Loretánská kaple)                                                                                         | Südböhmen, Bistum C 48° 51′ 22″ N, 14° 29′ 16″ O |
|      | Říp bei Roudnice nad Labem, Okres Litoměřice                       | Georgsberg bei Raudnitz/Elbe, Kreis Leitmeritz                           | Rotunde St. Georg (Rotunda svatého Jiří) | Nordböhmen, Bistum A 50° 23′ 11″ N, 14° 17′ 22″ O nationales Kulturdenkmal |
|      | Rokole u Bohdašína (Teplice nad Metují), Okres Nachod              | Marienwallfahrtstätte Rokole (Bochdaschin) bei Weckelsdorf, Kreis Nachod | Wallfahrtskirche Mariä Namen (524 m)(Poutní kostel Jména P. Marie) | Ostböhmen, Bistum K 50° 20′ 46″ N, 16° 14′ 20″ O |
|      | Rosice u Brna, Okres Brno-venkov                                   | Rositz, Kreis Brünn-Land                                                 | Wallfahrtskapelle der Heiligen Dreifaltigkeit (Poutní kaple Nejsvětější Trojice)                                                                                      | Südmähren, Bistum B 49° 10′ 21″ N, 16° 23′ 24″ O |
|      | Ruda u Rýmařov, Okres Bruntál                                      | Deutsch Eisenberg bei Römerstadt, Kreis Freudenthal                      | Wallfahrtskirche Maria Schnee (Poutní kostel P. Marie Sněžné) | Schlesien, Bistum T 49° 51′ 50″ N, 17° 11′ 11″ O Barockkirche (1760) |
|      | Rumburk, Okres Děčín                                               | Rumburg, Kreis Tetschen                                                  | Loreto-Kapelle mit Kreuzgang | Nordböhmen, Bistum L 50° 57′ 13″ N, 14° 33′ 16″ O Loretokapelle der Hl. Jungfrau Maria (1707) von Johann Lucas von Hildebrandt, neben dem Klosterkomplex, mit Kopie der Statue der „Schwarzen Mutter Gottes von Loreto“, genannt „geschwärzte Madonna“ (1694), Kreuzgang um die Kapelle mit Altären und der „Heiligen Stiege“ (1749) |
|      | Sázava, Okres Benešov                                              | Kloster Sázava in Sasau, Kreis Beneschau                                 | Klosterkirche Hl. Prokop (Kostel sv. Prokopa) | Mittelböhmen, Bistum A 49° 52′ 39″ N, 14° 53′ 52″ O Frühbarocke Kirche des Hl. Prokop (1663–1687), nach einem Brand (1746) spätbarocker Umbau durch Kilian Ignaz Dientzenhofer, nationales Kulturdenkmal |
|      | Sepekov, Okres Písek                                               | Sepekau im Kreis Pisek                                                   | Wallfahrtskirche Maria Namen (Kostel Jména Panny Marie) | Südböhmen, Bistum C 49° 25′ 37″ N, 14° 25′ 4″ O Wallfahrtskirche (1730–1733) nach Entwurf von Thomas Haffenecker, ovaler Zentralbau mit Kreuzgang und Eckkapellen, mit wertvollem spätgotischem Tafelbild „Maria von Sepekau“ |
|      | Skalka (Mníšek pod Brdy), Okres Praha-západ                        | Mnischek, Kreis Prag-West                                                | Kirche Maria Magdalena auf dem Berg Skalka (Kostel sv. Máří Magdaleny)                                                                                                | Mittelböhmen, Bistum A 49° 52′ 38″ N, 14° 15′ 15″ O |
|      | Skoky (Žlutice), Okres Karlovy Vary                                | Maria Stock (Luditz), Kreis Karlsbad                                     | Wallfahrtskirche Mariä Heimsuchung (Kostel Navštívení Panny Marie) | Westböhmen, Bistum P 50° 5′ 45″ N, 13° 5′ 49″ O |
|      | Slavonice, Okres Jindřichův Hradec                                 | Zlabings, Kreis Neuhaus                                                  | Fronleichnamskirche (Poutní kostel Božího těla) | Südböhmen/Südmähren, Bistum O 49° 0′ 16″ N, 15° 20′ 29″ O |
|      | Sloup v Moravském Krasu (Rájec-Jestřebí), Okres Blansko            | Sloup (Raitz-Jestreb) (Mährische Schweiz) im Kreis Blansko               | Wallfahrtskirche der Schmerzen Mariens (Kostel Panny Marie Bolestné)                                                                                                  | Südmähren, Bistum B 49° 24′ 55″ N, 16° 44′ 24″ O |
|      | Stará Boleslav, Okres Praha-východ                                 | Alt-Bunzlau bei Brandeis/Elbe, Kreis Prag-Ost                            | Basilika St.Wenzel und St. Clemens (Bazilika sv. Václava a kostel sv. Klimenta)                                                                                       | Mittelböhmen, Bistum A 50° 11′ 41″ N, 14° 40′ 20″ O St.-Wenzel-Basilika mit Statuengruppe von Josef Malinský, nationales Kulturdenkmal |
|      | Stará Boleslav, Okres Praha-východ                                 | Alt-Bunzlau bei Brandeis/Elbe, Kreis Prag-Ost                            | Kirche Mariä Himmelfahrt (Poutní kostel Nanebevzetí P. Marie) | Mittelböhmen, Bistum A 50° 11′ 46″ N, 14° 40′ 35″ O Frühbarocke Mariä-Himmelfahrts-Kirche (1613) von Jacopo de Vaccani, Hochaltar der Kirche von Matthias Bernhard Braun, Kreuzgang aus dem 18. Jhdt., Pilgerweg von Prag mit 44 Bildstock-Kapellen (1680), nationales Kulturdenkmal |
|      | Stará Voda u Města Libavá, Okres Olomouc                           | Altwasser bei Liebau, Kreis Olmütz                                       | Kirche Hl. Anna (Poutny kostel sv. Anně) | Nordmähren, Bistum O 49° 44′ 26″ N, 17° 34′ 18″ O Wallfahrtskirche St. Anna und St. Jakobus der Ältere des ehemaligen Dorfes Altwasser befand sich seit 1947 auf dem Truppenübungsplatz Libau (Libavá). Die von 2006 bis 2007 restaurierte Kirche ist jetzt wieder öffentlich zugänglich und über die Landstraße 443 von Město Libavá (Liebau) aus erreichbar. |
|      | Starý Bohumín, Okres Karviná                                       | Alt Oderberg, Kreis Karwin                                               | Kirche Mariä Geburt (Kostel Narození P. Marie) | Nordmähren, Bistum O 49° 55′ 14″ N, 18° 19′ 48″ O |
|      | Starý Hrozňatov bei Cheb                                           | Maria Loreto in Altkinsberg, Kreis Eger                                  | Maria Loreto (1664) (Kostel Narození Panny Marie) | Westböhmen, Bistum P 50° 1′ 35″ N, 12° 23′ 56″ O |
|      | Štípa u Zlína                                                      | Stiep, ein Stadtteil von Zlín                                            | Wallfahrtskirche Mariä Geburt (Poutní kostel Narození Panny Marie) | Südmähren, Bistum O 49° 15′ 45″ N, 17° 42′ 56″ O Barocke Wallfahrtskirche Mariä Wiegenfest (1616–1765) für die Statuette der „Jungfrau Maria von Stiep“ und Gebäude des ehemaligen Kartäuserklosters |
|      | Strašín u Sušice, Okres Klatovy                                    | Straschin bei Schüttenhofen, Kreis Klattau                               | Kirche Mariä Geburt (Kostel Narození Panny Marie) | Südböhmen, Bistum C 49° 10′ 38″ N, 13° 38′ 0″ O |
|      | Studénka-Butovice, Okres Nový Jičín                                | Botenwald (Stauding), Kreis Neutitschein                                 | St. Annenkapelle (Poutní kaple sv. Anny) | Nordmähren, Bistum O 49° 43′ 2″ N, 18° 2′ 5″ O |
|      | Sudějov, Okres Kutná Hora                                          | Sudějov, Kreis Kuttenberg                                                | St. Annenkirche (Kostel sv. Anny) | Mittelböhmen, Bistum A 49° 51′ 36″ N, 15° 6′ 15″ O |
|      | Svatý Jan pod Skalou, Okres Beroun                                 | St. Johann unter dem Felsen bei Beraun                                   | Klosterkirche Johannes der Täufer (Kostel sv. Jana Křtitele) | Mittelböhmen, Bistum A 49° 58′ 9″ N, 14° 8′ 2″ O |
|      | Tasovice nad Dyjí, Okres Znojmo                                    | Taßwitz, Kreis Znaim                                                     | Wallfahrtskirche Hl. Klemens Maria Hofbauer (Poutní kostel sv. Klementa Maria Hofbauera)                                                                              | Südmähren, Bistum B 48° 50′ 9″ N, 16° 9′ 15″ O |
|      | Teplá, Okres Cheb                                                  | Tepl, Kreis Eger                                                         | Stift Tepl, Klosterkirche Mariä Verkündigung (Klášter Teplá Opatský kostel Zvěstování Páně)                                                                           | Westböhmen, Bistum P 49° 57′ 59″ N, 12° 52′ 42″ O nationales Kulturdenkmal |
|      | Teplice nad Metují, Okres Náchod                                   | Weckelsdorf, Kreis Nachod                                                | Wallfahrtskirche Maria Hilf (Kostel Panny Marie Pomocné) | Ostböhmen, Bistum K 50° 35′ 34″ N, 16° 9′ 59″ O |
|      | Tetín u Berouna, Kreis Beroun                                      | Tetin bei Beraun, Kreis Beraun                                           | Kirche hl. Katharina von Alexandrien, hl. Johannes von Nepomuk und der hl. Ludmila (Kostel sv. Kateřiny Alexandrijské, sv. Jana Nepomuckého a sv. Ludmily)            | Mittelböhmen, Bistum A 49° 56′ 57″ N, 14° 6′ 10″ O |
|      | Třebíč                                                             | Trebitsch bei Iglau                                                      | St.-Prokop-Basilika (Poutní kaple sv. Jana Nepomuckého) | Südmähren, Bistum B 49° 13′ 0″ N, 15° 52′ 24″ O Weltkulturerbe |
|      | Trhové Sviny bei České Budějovice                                  | Schweinitz in Böhmen bei Budweis                                         | Dreifaltigkeitskirche (Kostel Nejsvětější Trojice) | Südböhmen, Bistum C 48° 49′ 26″ N, 14° 37′ 55″ O |
|      | Uherský Brod, Okres Uherské Hradiště                               | Ungarisch Brod, Kreis Ungarisch Hradisch (Dominikanerkloster)            | Klosterkirche Mariä Himmelfahrt (Klášter dominikánský, Klášterní kostel Nanebevzetí P. Marie)                                                                         | Südmähren, Bistum O 49° 1′ 33″ N, 17° 38′ 52″ O Marienkirche (1636–1679) des ehemaligen Dominikanerklosters, Rosenkranz-Wallfahrt im Oktober zur „Schwarzen Madonna“ |
|      | Uherské Hradiště-Jarošov                                           | Jaroschau, Stadtteil von Ungarisch Hradisch                              | Kapelle St. Rochus (Kaple svatého Rocha) | Südmähren, Bistum O 49° 4′ 28″ N, 17° 29′ 41″ O Kapelle nach Pestepidemie 1680 errichtet, durch Josephinische Reformen 1786 geschlossen, später Garnisonskirche, regelmäßige Wallfahrt nach 1875, Neubau der Kapelle 1931 (nach 1990 restauriert), 2003 von der Armee an die Stadt übergeben, nationales Kulturdenkmal |
|      | Uhlířský vrch bei Bruntál                                          | Köhlerberg bei Freudenthal                                               | Wallfahrtskirche Maria Hilf (Poutní kostel P. Marie Pomocnice) | Schlesien, Bistum T 49° 58′ 22″ N, 17° 26′ 23″ O Urspr. hölzerne Wallfahrtskapelle (1653) auf dem Köhlerberg (672 m) bei Freudenthal, im Rahmen der Gegenreformation errichtet, Umbau zur Wallfahrtskirche (1755–65) durch George Friedrich Gans, Gnadenbild der „Passauer Madonna“ (Kopie von Lucas Cranach) |
|      | Valašské Klobouky, Okres Zlín                                      | Walachisch Klobouk, Kreis Zlin                                           | Wallfahrtskapelle Hl. Kyrill und Method (Poutní kaple sv. Cyrila a Metoděje)                                                                                          | Südmähren, Bistum O 49° 8′ 54″ N, 18° 1′ 23″ O |
|      | Velehrad bei Staré Město, Okres Uherské Hradiště                   | Welehrad bei Altstadt, Kreis Ungarisch Hradisch                          | Basilika Mariä Himmelfahrt und St. Kyrill und Method (Bazilika Nanebevzetí Panny Marie a sv. Cyrila a Metoděje)                                                       | Südmähren, Bistum O 49° 6′ 11″ N, 17° 23′ 42″ O seit dem 13. Jhdt., Grab von Erzbischof Anton Cyril Stojan, 1907 bis 1947 Begegnungszentrum mit der Ostkirche, Basilica minor 1928, gegenwärtig wieder bedeutender Wallfahrtsort, nationales Kulturdenkmal |
|      | Vintířov, Okres Chomutov                                           | Winteritz, OT von Radonitz, Kreis Komotau                                | Wallfahrtskapelle Mariahilf (Kaple Narození Panny Marie) | Nordböhmen, Bistum L 50° 18′ 40″ N, 13° 16′ 33″ O barocke Wallfahrtskapelle Mariahilf auf dem Winteritzer Berg (Vintířovský vrch) von 1785 (2003 saniert) |
|      | Vraclav, Okres Ústí nad Orlicí                                     | Wratzlau bei Hohenmauth, Kreis Wildenschwert                             | Wallfahrtskirche St. Nikolaus (Poutní kostel sv. Mikuláše) | Ostböhmen, Bistum K 49° 58′ 14″ N, 16° 5′ 34″ O Spätbarocke Wallfahrtskirche (1724–1726) von Carlo Antonio Canevalle am Fuß einer alten Befestigungsanlage mit wundertätigem Brunnen |
|      | Vranov u Brna                                                      | Wranau bei Brünn                                                         | Kirche Mariä Geburt und Liechtenstein-Gruft (Farní a poutní kostel Narození P. Marie)                                                                                 | Südmähren, Bistum B 49° 18′ 32″ N, 16° 36′ 45″ O |
|      | Vyšní Lhoty (Malá Prašivá), Okres Frýdek-Místek                    | Ober Ellgoth, Kreis Friedeck-Mistek                                      | Kirche des Hl. Antonius von Padua auf dem Berg Prasziwa (Kostel sv. Antonínu Paduánskému)                                                                             | Nordmähren, Bistum O 49° 38′ 11″ N, 18° 29′ 2″ O |
|      | Vyšší Brod, Okres Český Krumlov                                    | Abtei Hohenfurt, Kreis Böhmisch-Krumau                                   | Klosterkirche Mariä Himmelfahrt (Kostel Nanebevzeti Panny Marie) | Südböhmen, Bistum C 48° 37′ 14″ N, 14° 18′ 24″ O nationales Kulturdenkmal |
|      | Vyšší Brod, Okres Český Krumlov                                    | Hohenfurt, Kreis Böhmisch-Krumau                                         | Wallfahrtskapelle Maria Rast am Stein | Südböhmen, Bistum C 48° 36′ 30″ N, 14° 17′ 42″ O nationales Kulturdenkmal |
|      | Žarošice bei Ždánice, Okres Hodonin                                | Scharoschitz bei Steinitz, Kreis Hodonin                                 | Kirche St. Anna (Kostel sv. Anny) | Südmähren, Bistum B 49° 2′ 27″ N, 16° 58′ 9″ O Urspr. Kirche seit 1326 nachweisbar, nach mehreren Bränden (1510, 1634 und 1797) und Verwüstungen durch Schweden und Türken (1645, 1663 und 1683) neue Kirche der hl. Anna (1800–1801) errichtet |
|      | Zašová bei Valašské Meziříčí                                       | Zaschau bei Walachisch Meseritsch                                        | Wallfahrtskirche Mariä Heimsuchung (Poutní kostel Navštívení Panny Marie)                                                                                             | Südmähren, Bistum O 49° 28′ 38″ N, 18° 2′ 34″ O Wallfahrtskirche Mariä Heimsuchung, errichtet 1714–1725 durch Karl Heinrich von Zierotin. das Bildnis der Madonna mit dem Jesuskind am Hauptaltar von 1450 |
|      | Zelená Hora bei Vyškov bei Žďár nad Sázavou                        | Grünberg bei Wischau bei Saar an der Sazava                              | Wallfahrtskirche des hl. Johannes von Nepomuk auf Grünberg (Poutní kostel sv. Jana Nepomuckého na Zelené hoře)                                                        | Ostböhmen, Bistum B 49° 34′ 49″ N, 15° 56′ 31″ O Wallfahrtskirche (1719–1722) durch Johann Blasius Santini-Aichl unter dem Abt des Zisterzienserklosters Saar auf einem Berg errichtet, um die Verehrung des hl. Johannes von Nepomuk zu fördern, der Berg wird Grüner Berg (Zelená hora) genannt, zur Erinnerung an den Grünen Berg bei Nepomuk, Neubau der Kirche (1784 nach Brand) mit gotischen und barocken Stilelementen, Grundriss der Kirche ist ein Kreis mit fünf Kapellen (für die fünf Sterne des Hl. Nepomuk) und fünf Zugängen, Basilica minor 2009, Weltkulturerbe          |
|      | Železný Brod, Okres Jablonec nad Nisou                             | Eisenbrod, Kreis Gablonz                                                 | Nepomuk-Kapelle auf dem Einsiedlerberg (Kaple sv. Jana Nepomuckého na Poušti)                                                                                         | Nordböhmen, Bistum L 50° 38′ 18″ N, 15° 15′ 27″ O Barockkapelle von 1769, errichtet von Carl Joseph Graf von Desfours (1701–1775) |
|      | Želiv, Okres Pelhřimov                                             | Seelau bei Humpoletz                                                     | Kloster Seelau - Kirche Mariä Geburt (Kostel Narození Panny Marie) | Ostböhmen, Bistum K 49° 31′ 45″ N, 15° 12′ 54″ O nationales Kulturdenkmal |
|      | Zlatá Koruna, Okres Český Krumlov                                  | Kloster Goldenkron, Kreis Böhmisch-Krumau                                | Schutzengelkapelle (Kaple andělů strážných) | Südböhmen, Bistum C 48° 51′ 19″ N, 14° 22′ 16″ O Klosteranlage mit Kirche Mariä Himmelfahrt, Kapitelsaal (1280–1300) und Refektorium (vor 1350), ab 1663 Barockisierung der Gebäude und der Innenausstattung, Kreuzgang (1755–1785) im Stil des Rokoko umgestaltet, seit 1995 nationales Kulturdenkmal |
|      | Zlaté Hory, Okres Jeseník                                          | Zuckmantel im Kreis Freiwaldau                                           | Maria-Hilf-Wallfahrtstätte (720 m) (Poutní kostel Panny Marie Pomocné)                                                                                                | Schlesien, Bistum T 50° 13′ 34″ N, 17° 23′ 46″ O Holzkapelle (1718), Verbot der Wallfahrten durch die Reformen unter Joseph II. (1785 bis 1819), 1729 Überführung des Marienbildes in die Stadtpfarrkirche von Zuckmantel, Neubau der Wallfahrtskirche (Maria Geburt) (1834–1841), ab 1909 weitere Kapellen im Umfeld der Kirche, 1955 Verbot der Wallfahrten, ab 1968 (Prager Frühling) Renovierungsarbeiten, 1973 Sprengung der Kirche, Wiederaufbau 1993–1995, Wallfahrtskirche, Hl. Stiege, Kalvarienberg, Kapellengruppe, Gnadenbild der „Passauer Madonna“ (Kopie von Lucas Cranach) |
|      | Žulová, Okres Jeseník                                              | Friedeberg, Kreis Freiwaldau                                             | Wallfahrtskirche Schmerzen Mariens auf dem Gotthausberg (527 m) (Boží hora – Kaple Panny Marie Bolestné)                                                              | Nordmähren, Bistum T 50° 18′ 38″ N, 17° 6′ 43″ O |